# Solange Schwarz
Solange Schwarz (Parigi, 12 novembre 1910 – Ramatuelle, 24 aprile 2000) è stata una danzatrice francese, prima ballerina del balletto dell'Opéra di Parigi e del Théâtre national de l'Opéra-Comique.

## Biografia
Solange Schwarz nacque a Parigi, figlia del maestro di danza Jean Schwarz ed Eugénie Nibert. Nel 1930 fu scritturata nel corps de ballet dell'Opéra di Parigi e nel 1933 fu proclamata prima ballerina dell'Opéra Comique. Dopo quattro anni con la compagnia tornò a danzare all'Opéra Garnier in veste di ballerina principale. Con il balletto dell'Opéra di Parigi, di cui fu proclamata danseuse étoile nel 1940, si affermò soprattutto per il ruolo di Swanilda in Coppélia, che danzò in numerose occasioni.
In seguito allo scoppio della seconda guerra mondiale lasciò l'Opéra Garnier e si unì ai Ballets des Champs-Élysées di Roland Petit e poi ai Ballets de l'Etoile di George de Cuevas. Dopo il ritiro ufficiale dalle scene danzò ancora alcune volte in Coppélia all'Opéra di Parigi e insegnò al Conservatoire national supérieur de musique et de danse de Paris.